# Meschede-Land
Meschede-Land war bis 1974 eine Gemeinde im damaligen Kreis Meschede. Ihre Teilorte gehören heute zur Stadt Meschede im Hochsauerlandkreis in Nordrhein-Westfalen.

## Geographie
Zur Gemeinde Meschede-Land gehörten die Dörfer und Weiler Berghausen, Enste, Ensthof, Galiläa, Heggen, Hellern, Immenhausen, Laer, Löttmaringhausen, Schederberge und Windhäuser. Hellern wurde um 1905 durch den Hennestausee überflutet.

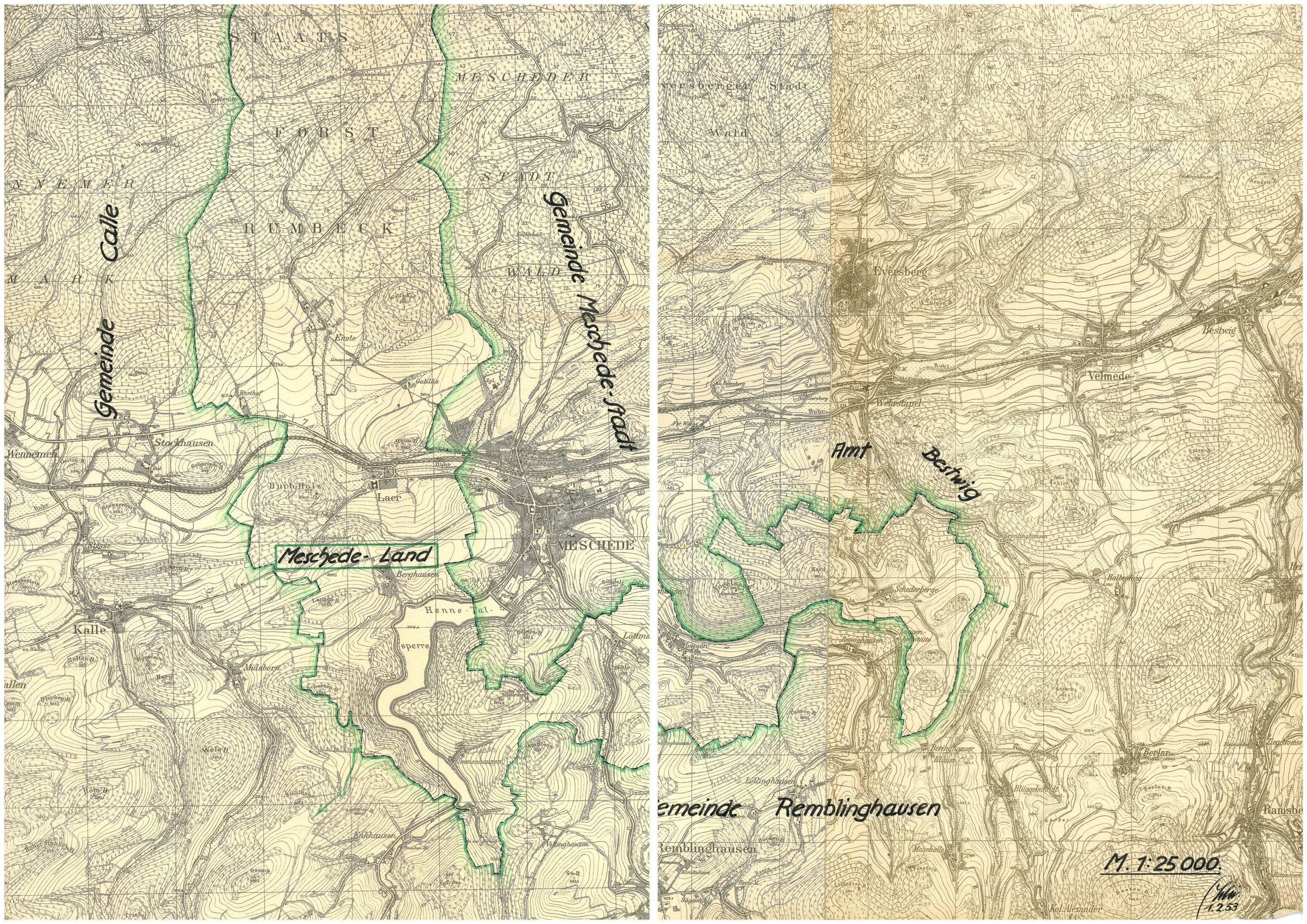
Topografische Karte der Gemeinde Meschede-Land. Oben geschnitten, mittig geschnitten und leicht versetzt.

## Wappen
In Silber ein schwebendes schwarzes Kreuz, begleitet von zwei schwarzen Zwölfender-Hirschstangen über einem blauen Wellenschildfuß.
Das Kreuz weist auf die frühere Zugehörigkeit zum kurkölnischen Herzogtum Westfalen hin, während die Farben Silber-Blau dem Wappen der Grafen von Arnsberg entnommen sind, zu dem das Gebiet bis 1368 gehörte. Die Hirschstangen deuten auf das Rotwild in der Gemeinde hin. Der blaue Schildfuß versinnbildlicht den Hennesee, der im Gebiet der Gemeinde liegt.

## Geschichte
Die Gemeinde setzte sich aus bäuerlichen Orten zusammen, die zwar nach Meschede eingepfarrt waren, aber nicht direkt mit der Stadt verbunden waren und keinerlei städtischen Charakter besaßen. In der ersten Hälfte des 19. Jahrhunderts wurde sie auch Kirchspiel Meschede genannt.
Mit der Einführung der Westfälischen Landgemeindeordnung wurde Meschede-Land 1844 eine Landgemeinde im Amt Meschede des Kreises Meschede.

### Zweiter Weltkrieg
Im Gegensatz zur Kernstadt Meschede gab es vor dem Einmarsch der amerikanischen Truppen keine Fliegerangriffe. Aufgenommen wurden erste Kampfhandlungen am 8. April 1945 durch Artilleriebeschuss im Gemeindegebiet Löttmaringhausen-Heggen. Aufgrund der niedrigen Bevölkerungsdichte betraf dies jedoch nur einzelne Gehöfte, so in Löttmaringhausen, Heggen und Laer. Kämpfe zwischen amerikanischen und deutschen Truppen gab es im Raum Berghausen.

### Nachkriegszeit
Wie überall bei Kriegsende kam es zum Notstand von Bekleidung und Lebensmitteln. Gerade im ländlichen Raum gab es auch in Meschede-Land Probleme mit der Wiederherstellung der öffentlichen Sicherheit und dem Schutz der Bevölkerung gegenüber den Übergriffen zahlreicher Fremdarbeiter. So kam es zu Beraubungen auf Einzelgehöfte in Schederberge, Enste, Berghausen, Laer und Köpperkopf, woraufhin die Gemeinde um die Unterstützung durch Polizeikräfte bat.
Zwar versuchte die Besatzungstruppe gegen das Raubunwesen vorzugehen, war oft aber chancenlos, da die Übergriffe des Nachts erfolgten. Von einer erhöhten Sicherheit wurde erst berichtet, als die russischen Fremdarbeiter ab Anfang August 1945 abtransportiert wurden. Als gestohlen gemeldet wurden aus den Höfen der Gemeinde 200 Schafe, 22 Stück Rindvieh sowie 30 Schweine. Dies stellte große Verluste für die lokale Versorgung dar.
Weiteres Problem war die Wohnungsnot. Noch am 15. Oktober 1945 gab es 65 Alt-Evakuierte. Kurze Zeit später trafen weitere aus Westgebieten ein sowie Ostflüchtlinge.

### Kommunale Neugliederung
Am 1. Januar 1975 wurde die Gemeinde durch das Sauerland/Paderborn-Gesetz in die Stadt Meschede eingegliedert. Ihr Gebiet bildet heute noch eine amtliche Gemarkung.

## Einwohnerentwicklung
| Jahr | Einwohner | Quelle |
| ---- | --------- | ------ |
| 1832 | 487       | [ 3 ]  |
| 1885 | 626       | [ 6 ]  |
| 1910 | 504       | [ 7 ]  |
| 1939 | 485       | [ 8 ]  |
| 1950 | 717       | [ 9 ]  |
| 1961 | 473       | [ 10 ] |
| 1970 | 479       | [ 10 ] |

## Baudenkmäler
Auf dem ehemaligen Gemeindegebiet stehen heute der Wehrspeicher und der ehemalige Hof Plate in Enste, die Franz-Xaver-Kapelle in Ensthof, das Kloster Galiläa, die Kapelle St. Hubertus in Heggen, Schloss Laer, die Kapelle St. Agatha in Löttmaringhausen sowie das Gutshaus und die Kapelle in Schederberge unter Denkmalschutz.